# Bregninge (Svendborg)
Bregninge is een plaats in de Deense regio Zuid-Denemarken. Het dorp ligt op het eiland Tåsinge in de gemeente Svendborg. Bregninge telt 206 inwoners (2008).
- Library of Congress Control Number: n79016015
- Nationale Bibliotheek van Israël: 987007554960105171
- Virtual International Authority File: 130169795